# Grande Prêmio da Bélgica de 1993
Resultados do Grande Prêmio da Bélgica de Fórmula 1 realizado em Spa-Francorchamps em 29 de agosto de 1993. Décima segunda etapa da temporada, nele a vitória do britânico Damon Hill, da Williams-Renault, garantiu o sexto campeonato mundial de construtores à sua equipe.

## Resumo
- Última corrida de Thierry Boutsen (abandonou na primeira volta por problemas no câmbio). Ele foi substituído pelo piloto Marco Apicella.
- Única prova em que os dois carros da Scuderia Italia completam uma corrida juntas.
- O piloto da Lotus, Alessandro Zanardi, não disputou a prova após um forte acidente no treino de sexta-feira, que encerrou sua temporada em definitivo. Na corrida, o companheiro do italiano no time, Johnny Herbert, marcou os últimos pontos da Team Lotus na Fórmula 1 com um quinto lugar. Também foi a última corrida do piloto local Thierry Boutsen, que anunciou sua aposentadoria após a corrida, sendo que ele abandonou em Spa na primeira volta por conta de problemas no câmbio.[5]

## Classificação

### Treinos classificatórios
| Pos.   | Nº | Piloto               | Construtor              | Voltas   | Tempo/Diferença | Grid    |
| ------ | -- | -------------------- | ----------------------- | -------- | --------------- | ------- |
| 1      | 2  | Alain Prost          | Williams-Renault        | 1:48.794 | 1:47.571        | —       |
| 2      | 0  | Damon Hill           | Williams-Renault        | 1:48.716 | 1:48.466        | + 0.895 |
| 3      | 5  | Michael Schumacher   | Benetton-Ford           | 1:50.305 | 1:49.075        | + 1.504 |
| 4      | 27 | Jean Alesi           | Ferrari                 | 1:52.159 | 1:49.825        | + 2.254 |
| 5      | 8  | Ayrton Senna         | McLaren-Ford            | 1:51.385 | 1:49.934        | + 2.363 |
| 6      | 10 | Aguri Suzuki         | Footwork-Mugen/Honda    | 1:51.904 | 1:50.329        | + 2.758 |
| 7      | 9  | Derek Warwick        | Footwork-Mugen/Honda    | 1:52.730 | 1:50.628        | + 3.057 |
| 8      | 6  | Riccardo Patrese     | Benetton-Ford           | 1:51.925 | 1:51.017        | + 3.446 |
| 9      | 30 | J. J. Lehto          | Sauber                  | 1:52.210 | 1:51.048        | + 3.477 |
| 10     | 12 | Johnny Herbert       | Lotus-Ford              | 1:52.369 | 1:51.139        | + 3.568 |
| 11     | 25 | Martin Brundle       | Ligier-Renault          | 1:53.323 | 1:51.350        | + 3.779 |
| 12     | 29 | Karl Wendlinger      | Sauber                  | 1:53.139 | 1:51.440        | + 3.869 |
| 13     | 14 | Rubens Barrichello   | Jordan-Hart             | 1:53.235 | 1:51.711        | + 4.140 |
| 14     | 7  | Michael Andretti     | McLaren-Ford            | 1:53.554 | 1:51.833        | + 4.262 |
| 15     | 26 | Mark Blundell        | Ligier-Renault          | 1:53.030 | 1:51.916        | + 4.345 |
| 16     | 28 | Gerhard Berger       | Ferrari                 | 1:52.689 | 1:52.080        | + 4.509 |
| 17     | 4  | Andrea de Cesaris    | Tyrrell-Yamaha          | 1:53.559 | 1:52.647        | + 5.076 |
| 18     | 19 | Philippe Alliot      | Larrousse-Lamborghini   | 1:56.822 | 1:52.907        | + 5.336 |
| 19     | 20 | Erik Comas           | Larrousse-Lamborghini   | 1:56.072 | 1:53.186        | + 5.615 |
| 20     | 15 | Thierry Boutsen      | Jordan-Hart             | 1:55.382 | 1:53.465        | + 5.894 |
| 21     | 24 | Pierluigi Martini    | Minardi-Ford            | 1:54.968 | 1:53.526        | + 5.955 |
| 22     | 23 | Christian Fittipaldi | Minardi-Ford            | 1:56.947 | 1:53.942        | + 6.371 |
| 23     | 3  | Ukyo Katayama        | Tyrrell-Yamaha          | 1:55.271 | 1:54.551        | + 6.980 |
| 24     | 22 | Luca Badoer          | Scuderia Italia-Ferrari | 1:57.599 | 1:54.978        | + 7.407 |
| 25     | 21 | Michele Alboreto     | Scuderia Italia-Ferrari | 1:57.852 | 1:55.965        | + 8.394 |
| NC     | 11 | Alessandro Zanardi   | Lotus-Ford              | —        | —               | —       |
| Fonte: |    |                      |                         |          |                 |         |

### Corrida
| Pos.   | Nº | Piloto               | Construtor              | Voltas | Tempo/Diferença      | Grid | Pontos |
| ------ | -- | -------------------- | ----------------------- | ------ | -------------------- | ---- | ------ |
| 1      | 0  | Damon Hill           | Williams-Renault        | 44     | 1:24:32.124          | 2    | 10     |
| 2      | 5  | Michael Schumacher   | Benetton-Ford           | 44     | + 3.668              | 3    | 6      |
| 3      | 2  | Alain Prost          | Williams-Renault        | 44     | + 14.988             | 1    | 4      |
| 4      | 8  | Ayrton Senna         | McLaren-Ford            | 44     | + 1:39.763           | 5    | 3      |
| 5      | 12 | Johnny Herbert       | Lotus-Ford              | 43     | + 1 volta            | 10   | 2      |
| 6      | 6  | Riccardo Patrese     | Benetton-Ford           | 43     | + 1 volta            | 8    | 1      |
| 7      | 25 | Martin Brundle       | Ligier-Renault          | 43     | + 1 volta            | 11   |        |
| 8      | 7  | Michael Andretti     | McLaren-Ford            | 43     | + 1 volta            | 14   |        |
| 9      | 30 | J. J. Lehto          | Sauber                  | 43     | + 1 volta            | 9    |        |
| 10     | 28 | Gerhard Berger       | Ferrari                 | 42     | Colisão              | 16   |        |
| 11     | 26 | Mark Blundell        | Ligier-Renault          | 42     | Colisão              | 15   |        |
| 12     | 19 | Philippe Alliot      | Larrousse-Lamborghini   | 42     | + 2 voltas           | 18   |        |
| 13     | 22 | Luca Badoer          | Scuderia Italia-Ferrari | 42     | + 2 voltas           | 24   |        |
| 14     | 21 | Michele Alboreto     | Scuderia Italia-Ferrari | 41     | + 3 voltas           | 25   |        |
| 15     | 3  | Ukyo Katayama        | Tyrrell-Yamaha          | 40     | + 4 voltas           | 23   |        |
| Ret    | 20 | Erik Comas           | Larrousse-Lamborghini   | 37     | Bomba de combustível | 19   |        |
| Ret    | 9  | Derek Warwick        | Footwork-Mugen/Honda    | 28     | Motor                | 7    |        |
| Ret    | 29 | Karl Wendlinger      | Sauber                  | 27     | Motor                | 12   |        |
| Ret    | 4  | Andrea de Cesaris    | Tyrrell-Yamaha          | 24     | Motor                | 17   |        |
| Ret    | 23 | Christian Fittipaldi | Minardi-Ford            | 15     | Bateu                | 22   |        |
| Ret    | 24 | Pierluigi Martini    | Minardi-Ford            | 15     | Spun off             | 21   |        |
| Ret    | 10 | Aguri Suzuki         | Footwork-Mugen/Honda    | 14     | Câmbio               | 6    |        |
| Ret    | 14 | Rubens Barrichello   | Jordan-Hart             | 11     | Rolamento de roda    | 13   |        |
| Ret    | 27 | Jean Alesi           | Ferrari                 | 4      | Suspensão            | 4    |        |
| Ret    | 15 | Thierry Boutsen      | Jordan-Hart             | 0      | Câmbio               | 20   |        |
| DNQ    | 11 | Alessandro Zanardi   | Lotus-Ford              |        |                      | –    |        |
| Fonte: |    |                      |                         |        |                      |      |        |

## Tabela do campeonato após a corrida
| Pos.   | Piloto             | Pontos |
| ------ | ------------------ | ------ |
| 1      | Alain Prost        | 81     |
| 2      | Ayrton Senna       | 53     |
| 3      | Damon Hill         | 48     |
| 4      | Michael Schumacher | 42     |
| 5      | Riccardo Patrese   | 18     |
| Fonte: |                    |        |

| Pos.   | Equipe           | Pontos |
| ------ | ---------------- | ------ |
| 1      | Williams-Renault | 129    |
| 2      | Benetton-Ford    | 60     |
| 3      | McLaren-Ford     | 56     |
| 4      | Ligier-Renault   | 21     |
| 5      | Ferrari          | 14     |
| Fonte: |                  |        |

- Nota: Somente as primeiras cinco posições estão listadas e a campeã mundial de construtores surge grafada em negrito.